# Lijst van vuurwapens
Dit is een lijst van infanteriewapens - inclusief pistolen, machinegeweren, granaatwerpers en antitankwapens. Hieronder is er een kort overzicht van alle soorten wapens.
De (groep) woorden na de naam van het geweer is of de afkorting die je vindt in de naam van het wapen. Meestal is dit het programma van het wapen of de fabrikant ervan.
Verklarende woordenlijst
- Fléchette: een kogel met een 'gepunte' top.
- LR: Long Rifle
- Parabellum
- SMG: Sub machine gun
- MMG: Medium machine gun
- Bolt Action geweer
- mmR: Russische patronen

## 0-9
- 6P62 (Rusland - Zwaar machinegeweer - 12,7mm)
- 80.002 (Rusland - Aanvalsgeweer - 5,45 × 39mm/12,7mm)
- 977 Bowing Rifle (Rusland - Geweer -)
- 90-1000 Assault Rifle (VS - Geweer -)
- 9A-91 (Rusland - Karabijn aanvalsgeweer - 9 × 39mm)

## A
- A-91 (Rusland - Compact Aanvalsgeweer - 5,45 × 39 mm; 5,56 × 45 mm; 7,62 × 39 mm)
- AA12 (VS - Automatisch hagelgeweer - 12 patronen)
- AAA Leader Dynamics SAC (Australië - semiautomatisch karabijn - 5,56 mm NATO: Australian Automatic Arms)
- AAA Leader Dynamics SAP (Australië - Pistool - 5,56 mm NATO: Australian Automatic Arms)
- AAB ACR (VS - Aanvalsgeweer - 5,56 × 45 mm Fléchette: Advanced Combat Rifle)
- AAI OICW (VS - Aanvalsgeweer/Granaatwerper - 5,56 mm NATO /20mm Granaat: Objective Individual Combat Weapon)
- AAI SBR (VS - Aanvalsgeweer - 4,32 × 45 mm: Serial Bullet Rifle)
- AAI SFR (VS - Aanvalsgeweer - 5,56 mm Fléchette: Serial Flechette Rifle)
  - AAI XM19 (VS - Aanvalsgeweer - 5,56 mm Fléchette)
  - AAI XM70 (VS - Aanvalsgeweer - 5,56 mm Fléchette)
- AAI SPIW (VS - Aanvalsgeweer/Granaatwerper - 5,56 mm Fléchette /40 × 46 mm Granaat: Special Purpose Individual Weapon)
- Accuracy International Arctic Warfare (VK - Bolt Action Sluipschuttersgeweer - 7,62 mm NATO)
  - PSG-90 (VK - Bolt Action Sluipschuttersgeweer - 7,62 mm NATO: Zweeds militair dienstgeweer)
  - Accuracy International AWP (VK - Bolt Action Sluipschuttersgeweer - 7,62 mm NATO)
- Accuracy International AWM (VK - Bolt Action Sluipschuttersgeweer (gedempt) - 7 mm Remington Magnum; .300 Winchester Magnum; .338 Lapua)
  - G22 (VK - Bolt Action Sluipschuttersgeweer - .300 Winchester Magnum: Duits militair dienstgeweer)
  - L115A1 (VK - Bolt Action Sluipschuttersgeweer - .338 Lapua: Brits militair dienstgeweer)
- Accuracy International AWS (VK - Bolt Action Sluipschuttersgeweer (gedempt) - 7,62 mm NATO)
- Accuracy International PM (VK - Bolt Action Sluipschuttersgeweer - 7,62 mm NATO)
  - L96A1 (VK - Bolt Action Sluipschuttersgeweer - 7,62 mm NATO: Brits militair dienstgeweer)
- Accu-Tek AT32 (VS - Pistool - 7,65 × 17 mm Browning/.32 ACP)
- Accu-Tek AT380 (VS - Pistool - 9 × 17 mm Browning Short/.380 ACP)
- Accu-Tek BL9 (VS - Pistool - 9 × 19 mm Parabellum)
- Accu-Tek HC380 (VS - Pistool - 9 × 17 mm Browning Short/.380 ACP)
- Accu-Tek XL9 (VS - Pistool - 9 × 19 Parabellum)
- Adams Mk2 (VK - Revolver - .450 Adams)
- Adams Mk3 (VK - Revolver - .450 Adams)
- Adams Mk4 (VK - Revolver - .450 Adams)
- Adams-Wilmont (VK - Vliegtuig machinegeweer - .303 British)
- Adasa SMG (Spanje - SMG - 9 × 23 mm Largo)
- ACS Hezi SM-1 (Israël - semiautomatisch karabijn - .30 Karabijn: Advanced Combat Systems)
- ADI F88 Austeyr (Australië - Aanvalsgeweer - 5,56 mm NATO: Product onder licentie Steyr AUG)
- ADI F89 (Australië - LMG - 5,56 mm NATO: Product onder licentie FN MINIMI)
- Adler AP7 (Italië - semiautomatisch geweer - .22 LR)
- Adler AP85 (Italië - semiautomatisch geweer - .22 LR)
- Adler FAMAS 22 (Italië - semiautomatisch geweer - .22 LR)
- Adler T-26 (Italië - semiautomatisch geweer - .30-'06)
- AE 732 (Pistool)
- AEK-971 (Rusland - Aanvalsgeweer - 5,45 × 39mm)
  - AEK-972 (Rusland - Aanvalsgeweer - 5,56 × 45mm)
  - AEK-973 (Rusland - Aanvalsgeweer - 7,62 × 39mm)
- AEK-978
- AG-3 (Noorwegen - Aanvalsgeweer - 7,62 mm NATO: Product onder licentie HK G3)
- Ag 90 (VS - semiautomatisch geweer - 5,56 mm NATO)
- AGRAM 2000 (Kroatië - SMG - 9 × 19 mm Parabellum)
- AGRAM 2002 (Kroatië - SMG - 9 × 19 mm Parabellum)
- AICW (Australië - Aanvalsgeweer/Granaatwerper - 5,56 mm NATO/40 mm Granaat: Advanced Individual Combat Weapon)
- AJC 978V
- Akdal Ghost (Turkije - semiautomatisch pistool)
- Ak 4 (Zweden - Gevechtsgeweer - 7,62 mm NATO: Product onder licentie HK G3)
- Ak 5 (Zweden - Aanvalsgeweer - 5,56 mm NATO: Product onder licentie FN FNC)
  - Ak 5B (Zweden - Aanvalsgeweer - 5,56 mm NATO)
  - Ak 5C (Zweden - Aanvalsgeweer - 5,56 mm NATO)
  - Ak 5D (Zweden - Compact aanvalsgeweer - 5,56 mm NATO)
- Kalasjnikov (Sovjet-Unie - Aanvalsgeweren)
  - AK-47 (7,62 × 39 mm)
  - AK-74 (5,45 × 39 mm)
  - AK-9 (9 × 39 mm)
  - AK-97 (Karabijn - 7,62 × 39 mm)
  - AKM (7,62 × 39 mm)
    - AK 100

  - AK-101 (5,56 mm NATO)
  - AK-102 (5,56 mm NATO)
  - AK-103 (7,62 × 39 mm)
  - AK-104 (7,62 × 39 mm)
  - AK-105 (5,45 × 39 mm)
  - AK-106
  - AK-107 (5,45 × 39 mm)
  - AK-108 (5,56 × 45 mm)
- Akaba (Egypte - SMG - 9 × 19 mm Parabellum)
- AL-4 (Rusland - Aanvalsgeweer - 5,45 × 39 mm)
- AL-7 (Rusland - Aanvalsgeweer - 5,45 × 39 mm)
- Albini Braendlin M1867 (België - Musket - 11 × 50 mmR Albini)
- Albini Braendlin M1873 (België - Msuket - 11 × 50 mmR Albini)
- Albini Braendlin M1873 Short Rifle (België - Karabijn - 11 × 42 mmR)
- Albini Braendlin M1880 (België - Musket - 11 × 50 mmR Albini)
- Alexander Arms 6,5 Grendel (VS - semiautomatisch geweer - 6,5 mm Grendel)
- Alfa GP-1 (Brazilië - SMG - 9 × 19 mm Parabellum)
- Al-Kadisa (Irak - semiautomatisch geweer - 7,62 × 54 mmR)
- Alfa Model 44 (Spanje - MMG - 7,92 × 57 mm Mauser)
- Alfa Model 55 (Spanje - MMG - 7,62 mm NATO)
- ALFA Pistols (Tsjechië - Pistolen - 9 × 19 mm Parabellum; .40 S&W; .45 ACP)
  - ALFA Combat
  - ALFA Defender
- ALFA Revolvers (Tsjechië - Revolvers)
  - Series ALFA (.357 Magnum)
    - Model 3520
    - Model 3530
    - Model 3531
    - Model 3540
    - Model 3541
    - Model 3561
    - Model 3563 Sport

  - Serie ALFA Steel (.38 Special; .32 S&W Long)
    - .22 WMR
    - .22 LR
    - .32 S&W
    - .38 Special

  - Series HOLEK (.38 Special; .32 S&W; .380 ALFA; .22 WMR; .22 LR)
- ALGIMEC AGMi (Italië - semiautomatisch karabijn - 9 × 19 mm Parabellum)
- Allin-Springfield M1866 (VS - Musket - .50-70 Governement)
- Allin-Springfield M1873 (VS - Musket - .45-70 Governement)
- Allin-Springfield M1879 (VS - Musket - .45-70 Governement)
- Allin-Springfield M1879 Karabijn (VS - Karabijn - .45-70 Governement)
- Allin-Springfield M1884 (VS - Musket - .45-70 Governement)
- Allin-Springfield M1884 Karabijn (VS - Karabijn - .45-70 Governement)
- Allin-Springfield M1889 (VS - Musket - .45-70 Governement)
- AMAC M600 (VS - Bolt Action Geweer - .50 BMG)
- AMD 65 (Hongarije - Bolt Action Geweer - 7,62 × 39 mm)
- American-180 (VS - SMG - .22 LR; .22 Short Magnum)
  - American SAR 180/275 (VS - semiautomatisch karabijn - .22 LR)
- American Arms PK22 (VS - Pistool - .22 LR)
- AMP Technical Services DSR-1 (Duitsland - Bolt Action geweer)
- AMP-68 (Hongarije - Aanvalsgeweer - 7,62 × 39 mm)
- AMR-2 (China - Zwaar sluipschuttersgeweer - 12,7 mm)
- AMT AutoMag (VS - Pistool - .44 Magnum)
- AMT AutoMag II (VS - Pistool - .22 Magnum)
- AMT AutoMag III (VS - Pistool - .30 Karabijn; 9 mm Winchester Magnum)
- AMT AutoMag IV (VS - Pistool - 10 mm iAi Magnum; .45 Winchester Magnum)
- AMT AutoMag V (VS - Pistool - .440 CorBon; .50 Action Express)
- AMT Backup .380 (VS - Pistool - 9 × 17 mm Browning Short/.380 ACP)
- AMT Backup (VS - Pistool - .45 ACP)
- AMT Hardballer (VS - Pistool - .45 ACP)
- AMT Hardballer Longslide (VS - Pistool - .45 ACP)
- AMT On Duty (VS - Pistool - 9 × 19 mm Parabellum; .40 S&W)
- AMT Skipper (VS - Pistool - .45 ACP)
- AN11 TISS (Rusland - Compact aanvalsgeweer - 9 × 39 mm)
- AN-94 (Rusland - Aanvalsgeweer - 5,45 × 39 mm: Abakan)
- Andrews SMG (VK - SMG - 9 × 19 mm Parabellum)
- ANM2 30.06 (VS - Vliegtuig machinegeweer - .30-'06)
- AO-9 (Rusland - Machinegeweer - 23 × 115 mm)
- AO-10 (Rusland)
- AO-16 (Rusland)
- AO-17 (Rusland - Geweer - 7,62 × 53 mm)
- AO-18 (Rusland - Gatling Gun - 30 mm)
- AO-27 (Rusland - Flechette geweer - 10 × 54mmR)
- AO-31 (Rusland - Aanvalsgeweer - 7,62 × 39 mm)
- AO-35 (Rusland - Aanvalsgeweer -)
- AO-38 (Rusland - Aanvalsgeweer - 5,45 × 39 mm)
- AO-44 (Rusland - Machinepistool - 9 × 18 mm)
- AO-46 (Rusland - Compact aanvalsgeweer - 5,45 × 39 mm)
- AO-62 (Rusland - Aanvalsgeweer - 5,45 × 39 mm)
- AO-63 (Rusland - Aanvalsgeweer - 5,45 × 39 mm)
- AO-65 (Rusland - Aanvalsgeweer - 5,45 × 39 mm)
- AO-222 (Rusland - Aanvalsgeweer - 5,45 × 39 mm)
- Ap-9 (Pistool - 9 × 19 mm Parabellum)
- Apache Revolver (Frankrijk - Revolver - .7mm)
- APS Stechkin (Rusland - Machinepistool - 9 × 18 Makarov)
- APS Underwater Assault Rifle (Rusland - Aanvalsgeweer - 5,66 × 29 mm MPS)
- APX 1895 (Frankrijk - Gatling gun - 8mm Lebel)
- ARAC SMG (Spanje - SMG - 9 × 19 mm Parabellum)
- Ares Shrike (VS - LMG - 5,56 mm NATO: Belt Fed conversie voor M16/M4/AR15)
- Ares Stoner Model 86 (VS - LMG - 5,56 mm NATO)
- ARES FMG (VS - SMG - 9 × 19 mm Parabellum)
- Arisaka Jaar 29 (Japan - Bolt Action geweer - 6,5 × 50 mm)
- Arisaka Jaar 30 (Japan - Bolt Action geweer - 6,5 × 50 mm)
- Arisaka Jaar 30 Cavalerie Karabijn (Japan - Bolt Action geweer - 6,5 × 50 mm)
- Arisaka Jaar 35 Infanterie geweer (Japan - Bolt Action geweer - 6,5 × 50 mm)
- Arisaka Jaar 38 Infanterie geweer (Japan - Bolt Action geweer - 6,5 × 50 mm)
- Arisaka Jaar 38 Cavalerie Karabijn (Japan - Bolt Action geweer - 6,5 × 50 mm)
- Arisaka Jaar 44 Cavalerie Karabijn (Japan - Bolt Action geweer - 6,5 × 50 mm)
- Arisaka Type 0 Parachutisten geweer (Japan - Bolt Action geweer - 7,7 × 58 mm)
- Arisaka Type 1 Parachutisten geweer (Japan - Bolt Action geweer - 6,5 × 50 mm)
- Arisaka Type 2 Parachutisten geweer (Japan - Bolt Action geweer - 7,7 × 58 mm)
- Arisaka Type 99 Infanterie geweer (Japan - Bolt Action geweer - 7,7 × 58 mm)
- Armaguerra Cremona OG44 (Italië - SMG - 9 × 19 mm Parabellum)
- Armaguerra Cremona FNAB-43 (Italië - SMG - 9 × 19 mm Parabellum)
- Armaguerra Cremona TZ45 (Italië - SMG - 9 × 19 mm Parabellum)
- Armalite AR-1 (VS - Bolt Action geweer - 7,62 mm NATO)
- Armalite AR-2 (VS - Bolt Action geweer -)
- Armalite AR-3 (VS - semiautomatisch geweer - 7,62 mm NATO)
- Armalite AR-4 (VS - -)
- Armalite AR-5 (VS - Bolt Action geweer - .22 Hornet)
- Armalite AR-7 (VS - semiautomatisch geweer - .22 LR)
- Armalite AR-8 (VS - Bolt Action geweer - .270 Winchester)
- Armalite AR-9 (VS - semiautomatisch hagelgeweer - 12 patroon)
- Armalite AR-10 (VS - Aanvalsgeweer - 7,62 mm NATO)
  - Armalite AR-10 (T) (VS - semiautomatisch geweer -7,62 mm NATO)
  - Armalite AR-10A2 Karabijn (VS - semiautomatisch karabijn - 7,62 mm NATO)
  - Armalite AR-10A4 Karabijn (VS - semiautomatisch karabijn - 7,62 mm NATO)
  - Armalite AR-10B (VS - semiautomatisch geweer - 7,62 mm NATO)
- Armalite AR-11 (VS - Aanvalsgeweer - .222 Remington Magnum; 5,56 × 47 mm)
- Armalite AR-12 (VS - Gevechtsgeweer - 7,62 mm NATO)
- Armalite AR-13 (VS - Machinegeweer: Hoge Snelheid Anti-vliegtuig Machinegeweer)
- Armalite AR-14 (VS - semiautomatisch geweer - .243 Winchester; 7,62 mm NATO; .358 Winchester: Sport versie van de AR-10)
- Armalite AR-15 (VS - Aanvalsgeweer - 5,56 mm NATO)
  - Armalite M15A2 National Match (VS - semiautomatisch geweer - 5,56 mm NATO)
- Armalite AR-16 (VS - Aanvalsgeweer - 7,62 mm NATO)
- Armalite AR-17 (VS - semiautomatisch hagelgeweer - 12 patroon)
- Armalite AR-18 (VS - Aanvalsgeweer - 5,56 mm NATO)
  - Armalite AR-18S (VS - Compact Aanvalsgeweer - 5,56 mm NATO)
  - Armalite AR-180 (VS - semiautomatisch geweer - 5,56 mm NATO)
- Armalite AR-24 (VS - semiautomatisch pistool - 9 mm)
- Armalite AR-30 (VS - Bolt Action geweer - .308 Winchester; .300 Winchester Magnum; .338 Lapua)
- Armalite AR-50 (VS - Bolt Action geweer - .50 BMG)
- Armalon BGR (VK - Bolt Action geweer - .243 Winchester; 7,62 mm NATO; .300 Winchester Magnum)
- Armalon PC (VK - Bolt Action geweer - 9 × 19 mm Parabellum; .38 Super; .357 Magnum; .40 S&W; .10 mm NORMA; .41 Action Express; .41 Magnum; .44 Magnum; .45 ACP; .50 Action Express)
- Armalon PR (VK - Bolt Action geweer - 5,56 mm NATO; 7,62 mm NATO)
- Arminius HW7S ( - Revolver - .22 LR)
- Armitage Arms Pen Gun ( - AOW - .25 ACP)
- ARMSCOR AK 47/22 (Filipijnen - semiautomatisch geweer - .22 LR: Armaments Corporation Of Philippines)
- ARMSCOR M16/22 (Filipijnen - semiautomatisch geweer - .22 LR: Armaments Corporation Of Philippines)
- ARMSCOR M1700 (Filipijnen - Bolt Action geweer - .17 HMR)
- ARMSCOR M200 (Filipijnen - Revolver: Armaments Corporation Of Philippines)
- ARMSCOR M202 (Filipijnen - Revolver: Armaments Corporation Of Philippines)
- ARMSCOR M206 (Filipijnen - Revolver: Armaments Corporation Of Philippines)
- ARMSCOR M210 (Filipijnen - Revolver: Armaments Corporation Of Philippines)
- Armsel Striker 12 (Zuid-Afrika - DA Hagelgeweer - 12 patroon)
- Arms-Tech TTR-50 (VS - Bolt Action geweer - .50 BMG)
- Arms-Tech TTR-700 (VS - Bolt Action gewer - 7,62 mm NATO)
- Arms-Tech COMPAK-16 (VS - Compact Aanvalsgeweer - 5,56 mm NATO)
- Arms Research KF-AMP (VS - SMG - 9 × 19 mm Parabellum)
- Armtech FAL SAS (Nederland - semiautomatisch karabijn - 7,62 mm NATO)
- Armtech HK51 (Nederland - semiautomatisch karabijn - 7,62 mm NATO)
- Armtech SMOLT (VS/Nederland - Revolver - .375 Magnum: Custom S&W Model 19 met Colt Python loop)
- Arquebus
- Arsenal AKSU (Bulgarije - Compact Aanvalsgeweer - 7,62 × 39 mm)
- Arsenal Bord (Bulgarije - SMG - 9 × 18 mm Makarov)
- Arsenal Shipka (Bulgarije - SMG - 9 × 18 mm Makarov)
- Arsenal SLR-95 (Bulgarije - semiautomatisch geweer - 7,62 × 39 mm: AK47 Variant)
- Arsenal-USA SSR-99 (VS - semiautomatisch geweer - 7,62 × 39 mm: AK47 Variant)
- ARWEN 37 (VK - DA Niet Dodelijk geweer - 37 mm)
- ARWEN ACE (VK - Niet Dodelijk geweer - 37 mm)
- AS Val (Rusland - Compact Aanvalsgeweer - 9 × 39 mm)
- ASAI ONE-PRO 9 (Zwitserland - Pistool - 9 × 19 mm Parabellum)
- ASAI ONE-PRO 45 (Zwitserland - Pistool - .400 Cor-Bon; .45 ACP)
- Aserma ADP Mk II (Zuid-Afrika - Pistool - 9 × 19 mm Parabellum)
- Ascaso Pistol (Spanje - Pistool - 9 × 23 mm Largo)
- AS-50 Sniper Rifle (VK - semiautomatisch Sluipschuttersgeweer - 12,7 × 99 mm; .50 BMG)
- ASHANI (India - Pistool - .32 ACP)
- ASP Pistol (VS - Pistool - 9 × 19 mm Parabellum: Custom S&W Model 39)
- ASP Revolver (VS - Revolver - .44 Special: Custom Ruger Speed Six)
- ASTAR MAX 8800 (Spanje - Pistool - 9 × 19 mm Parabellum)
- Astra 200 (Spanje - Pistool - 6,35 mm/.25 ACP)
  - Astra Cub (Spanje - Pistool - .22 Short; 6,35 mm/.25 ACP)
- Astra 300 (Spanje - Pistool - 7,65 × 17 mm/.32 ACP; 9 × 17 mm/.380 ACP)
- Astra 400 (Spanje - Pistool - 9 × 23 mm Largo)
  - Astra Model 1921 (Spanje - Pistool - 9 × 23 mm Largo)
- Astra 600 (Spanje - Pistool - 9 × 19 mm Parabellum)
- Astra Model 900 (Spanje - Pistool - 7,63 × 25 mm Mauser: Mauser C96 Variant)
- Astra 901 (Spanje - Machinepistool - 7,63 × 25 mm Mauser)
- Astra 902 (Spanje - Machinepistool - 7,63 × 25 mm Mauser)
- Astra 903 (Spanje - Machinepistool - 7,63 × 25 mm Mauser)
- Astra 903E (Spanje - Machinepistool - 7,63 × 25 mm Mauser)
- Astra 904 (Spanje - Machinepistool - 7,63 × 25 mm Mauser)
- Astra A-50 (Spanje - Pistool - )
- Astra A-60 (Spanje - Pistool - )
- Astra A-70 (Spanje - Pistool - 9 × 19 mm Parabellum; .40 S&W)
- Astra A-75 (Spanje - Pistool - 9 × 19 mm Parabellum; .40 S&W; .45 ACP)
- Astra A-80 (Spanje - Pistool - 9 × 19 mm Parabellum; .45 ACP; 7,65 × 21 mm Parabellum; .38 Super; 9 × 23 mm Largo)
- Astra A-100 (Spanje - Pistool - 9 × 19 mm Parabellum; .40 S&W; .45 ACP)
- Astra Cadix (Spanje - Revolver - .38 Special)
- Astra Constable (Spanje - Pistool - .22 LR; 7,65 × 17 mm/.32 ACP; 9 × 17 mm/.380 ACP)
- Astra Falcon (Spanje - Pistool - 7,65 × 17 mm/.32 ACP; 9 × 17 mm/.380 ACP)
- Astra Firefox (Spanje - Pistool - )
- Astra Model F (Spanje - Pistool - 9 × 23 mm Largo)
- Astra Police (Spanje - Revolver - .357 Magnum)
- Astra Arms
  - Astra 1911 (Zwitserland - Pistool - .45 ACP)
  - Stg-4 Commando (Zwitserland - Aanvalsgeweer - 5,56 × 45 mm)
  - Stg-15 (Zwitserland - Aanvalsgeweer - 5,56 × 45 mm)
- At aero 088 ( - Machinepistool - 9 × 19 mm Parabellum)
- ATAS (Australië - Bolt Action geweer - .308 NORMA Magnum)
- Atlantic SMG (Spanje - SMG - .38 Super)
- AUG-A1 ( - Aanvalsgeweer - )
- AUG-A3 (VS - Aanvalsgeweer - )
- Austen Mk I (Australië - SMG - 9 × 19 mm Parabellum)
- Austen Mk II (Australië - SMG - 9 × 19 mm Parabellum)
- Australian International Arms M10-A2 (Australië - Bolt Action karabijn - 7,62 × 39 mm)
- Australian International Arms M42 (Australië - Bolt Action karabijn - 7,62 mm NATO)
- Australian International Arms No 4 Mk 4 (Australië - Bolt Action karabijn - 7,62 mm NATO)
- Australian International Arms No 4 Mk 4T (Australië - Bolt Action karabijn - 7,62 mm NATO)
- Auto Mag (VS - Pistool - .357 Automag; .41 JurrasMagnum; .44 Automag)
- Auto Ordnance
  - Thompson Autorifle (VS - geweer - .30-06; 7,62 mmR)
  - Thompson Carbine (VS - Karabijn - .30 Carbine)
  - Thompson Submachine Gun (VS - SMG - .45 ACP)
- AVB-7.62 (Rusland - Aanvalsgeweer - 7,62 × 54 mm)
- AWC 10/22 Ultra II (VS - semiautomatisch geweer - .22 LR)
- AWC Amphibian II (VS - Pistool - .22 LR)
- AWC Centurion (VS - Bolt Action geweer - )
- AWC G2 (VS - Geweer - 7,62 mm NATO)

## B
- B94 (Rusland - semiautomatisch geweer - 12,7 × 108 mm)
- Baby Nambu (Japan - Pistool - 7 mm)
- Bacon Arms C. Pepperbox Revolver (VS - Revolver - .22 cal rimfire)
- Baikal MCM (Rusland - Pistool - .22 LR)
- Baikal MP-141K (Rusland - semiautomatisch karabijn)
- Baikal-441 (Rusland - Pistool - 6,35mm/.25 ACP)
- Baikal-442 (Rusland - Pistool - 9 × 18 mm)
- Bajōzutsu revolver (Japan - Revolver)

## M
- M16A1 (internationaal - Automatisch Geweer